# باول سينجر
باول سينجر (بالألمانية: Paul Singer)‏ هو ناشر وسياسي ألماني، ولد في 16 يناير 1844 ببرلين في ألمانيا، وتوفي بنفس المكان في 31 يناير 1911. حزبياً، نشط في الحزب الديمقراطي الاجتماعي الألماني. وقد انتخب عضو مجلس النواب الألماني للإمبراطورية الألمانية.